# Агафонов, Владимир Дмитриевич
Владимир Дмитриевич Агафонов (1932 ― 2009) ― советский военный врач, полковник медицинской службы, кандидат медицинских наук, профессор Смоленского государственного медицинского института.

## Биография
Владимир Дмитриевич Агафонов родился 17 августа 1932 года в городе Ленинграде (ныне — Санкт-Петербург). В 1950 году окончил среднюю школу, после чего поступил в Военно-медицинскую академию имени С. М. Кирова, которую окончил в 1956 году, получив специальность военно-морского врача. Служил на кораблях Северного флота: был врачом-хирургом крейсера «Октябрьская революция», начальником медицинской службы крейсера, флагманским врачом сначала бригады эсминцев, затем дивизии торпедных и ракетных катеров.
В 1965 году Агафонов окончил хирургическую ординатуру кафедры военно-морской и госпитальной хирургии Военно-медицинской академии, после чего служил в военно-морском госпитале № 171, пройдя путь от старшего ординатора до его начальника. В 1969 году защитил диссертацию на соискание учёной степени кандидата медицинских наук.
С 1971 года — на преподавательской работе, в течение девятнадцати лет возглавлял военно-морскую кафедру Смоленского государственного медицинского института. Внёс большой вклад в её развитие, выведя её в число лидирующих среди аналогичных кафедр советских медицинских вузов. За время руководства Агафонова была значительно укреплена учебная база, налажено тесное сотрудничество с медицинскими службами Балтийского и Северного флотов.
В 1990 году Агафонов в звании полковника медицинской службы был уволен в запас. Вплоть до своей смерти продолжал работать в Смоленской государственной медицинской академии в качестве проректора по последипломному образованию, начальника управления послевузовского образования. Умер 10 мая 2009 года, похоронен на Новом кладбище Смоленска.